# Vigo County
Das Vigo County ist ein County im US-amerikanischen Bundesstaat Indiana. Im Jahr 2010 hatte das County 107.848 Einwohner und eine Bevölkerungsdichte von 103,3 Einwohnern pro Quadratkilometer. Der Verwaltungssitz (County Seat) ist Terre Haute.

## Geografie
Das County liegt im Südwesten von Indiana und grenzt im Westen an Illinois. Es hat eine Fläche von 1063 Quadratkilometern, wovon 19 Quadratkilometer Wasserfläche sind. Das County wird in Nord-Süd-Richtung vom Wabash River durchflossen. An das Vigo County grenzen folgende Nachbarcountys:
|                                                 | Vermillion County Parke County |             |
| Edgar County (Illinois) Clark County (Illinois) |                                | Clay County |
|                                                 | Sullivan County                |             |

## Geschichte
Das Vigo County wurde am 21. Januar 1818 aus Teilen des Sullivan County gebildet. Benannt wurde es nach Francis Vigo, einem Helden im Amerikanischen Unabhängigkeitskrieg.
Im Vigo County liegt eine National Historic Landmark, das Eugene V. Debs Home. Insgesamt sind 47 Bauwerke und Stätten des Countys im National Register of Historic Places eingetragen (Stand 4. September 2017).

## Demografische Daten

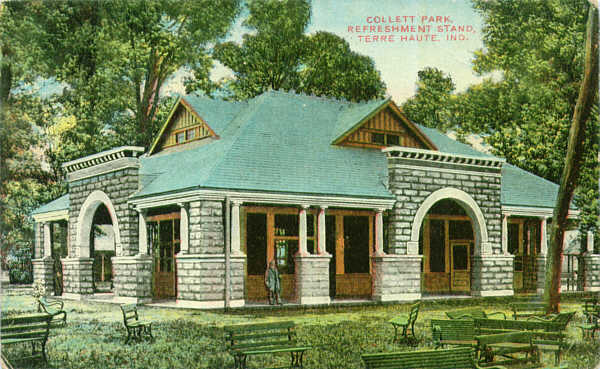
Postkarte vom Collett Park

Nach der Volkszählung im Jahr 2010 lebten im Vigo County 107.848 Menschen in 40.490 Haushalten. Die Bevölkerungsdichte betrug 103,3 Einwohner pro Quadratkilometer. In den 40.490 Haushalten lebten statistisch je 2,42 Personen.
Ethnisch betrachtet setzte sich die Bevölkerung zusammen aus 88,6 Prozent Weißen, 7,1 Prozent Afroamerikanern, 0,4 Prozent amerikanischen Ureinwohnern, 1,8 Prozent Asiaten sowie aus anderen ethnischen Gruppen; 2,1 Prozent stammten von zwei oder mehr Ethnien ab. Unabhängig von der ethnischen Zugehörigkeit waren 2,4 Prozent der Bevölkerung spanischer oder lateinamerikanischer Abstammung.
21,1 Prozent der Bevölkerung waren unter 18 Jahre alt, 65,4 Prozent waren zwischen 18 und 64 und 13,5 Prozent waren 65 Jahre oder älter. 49,3 Prozent der Bevölkerung war weiblich.

Das jährliche Durchschnittseinkommen eines Haushalts lag bei 38.508 USD. Das Pro-Kopf-Einkommen betrug 20.398 USD. 19,5 Prozent der Einwohner lebten unterhalb der Armutsgrenze.

## Ortschaften im Vigo County
City
- Terre Haute

Towns
- Riley
- Seelyville
- West Terre Haute

Unincorporated Communities
| - Allendale - Atherton - Barnhart Town - Blackhawk - Brown Jug Corner - Burnett - Cherryvale - Coal Bluff - Cobb - Deming Park - Deming Woods | - Dewey - East Glenn - Ehrmandale - Ferguson Hill - Fontanet - Glenn Ayr - Gospel Grove - Hickory Island - Hutton - Keller - Larimer Hill | - Lewis - Libertyville - Liggett - Marion Heights - Markles - New Goshen - North Terre Haute - Otter Creek Junction - Parkview - Pimento - Pine Ridge | - Prairie Creek - Prairieton - Preston - Saint Mary-of-the-Woods - Sandcut - Sandford - Shepardsville - Shirkieville - Southwood - Spelterville - Spring Hill | - State Line - Swalls - Tabertown - Tecumseh - Terre Town - Toad Hop - Twelve Points - Vigo - Whitcomb Heights - Woodgate - Youngstown |

## Gliederung

Townships im Vigo County

Das Vigo County ist in zwölf Townships eingeteilt:
| Township             | Einwohner (2010) | FIPS     |
| -------------------- | ---------------- | -------- |
| Fayette Township     | 2630             | 18-22882 |
| Harrison Township    | 51.272           | 18-32026 |
| Honey Creek Township | 17.179           | 18-34546 |
| Linton Township      | 1323             | 18-44208 |
| Lost Creek Township  | 10.497           | 18-45018 |
| Nevins Township      | 1975             | 18-52308 |

| Township               | Einwohner (2010) | FIPS     |
| ---------------------- | ---------------- | -------- |
| Otter Creek Township   | 9069             | 18-57294 |
| Pierson Township       | 1210             | 18-59652 |
| Prairie Creek Township | 1195             | 18-61704 |
| Prairieton Township    | 1222             | 18-61776 |
| Riley Township         | 3123             | 18-64530 |
| Sugar Creek Township   | 7153             | 18-73970 |